# Gustavia dodsonii
 (mars 2022).
Si vous disposez d'ouvrages ou d'articles de référence ou si vous connaissez des sites web de qualité traitant du thème abordé ici, merci de compléter l'article en donnant les références utiles à sa vérifiabilité et en les liant à la section « Notes et références ».
Espèce
Statut de conservation UICN

 EN A4c : En danger
Gustavia dodsonii est une espèce de plantes à fleurs du genre Gustavia de la famille des Lecythidaceae endémique d'Équateur.